# Rick Kemp
Rick Kemp (* 15. listopadu 1941 Little Hanford, Dorset) je anglický baskytarista, skladatel a hudební producent, známý jako člen skupiny Steeleye Span.
Byl členem skupiny Steeleye Span asi 25 let, poprvé vstoupil do skupiny v roce 1972 a zažil její největší komerční úspěch v polovině 70. let. Skupinu opustil v roce 1986 a znovu se připojil v roce 2000.
V roce 1971 hrál přibližně dva týdny se skupinou King Crimson (v době před vydáním alba Islands). Nabídku stát se členem kapely na plný úvazek ale odmítl a na baskytaru začal hrát zpěvák Boz Burrell.
Kemp hrál na baskytaru na několika nahrávkách zpěvačky Maddy Prior a byl v 80. letech členem skupiny Maddy Prior Band. Album z roku 1990 Happy Families byl oficiálně přiznáno jako dílo dvojice "Maddy Prior a Rick Kemp".
V 70. a 80. letech též hrál na několika albech bývalého člena skupiny Steeleye Span Tima Harta.
V roce 1979 založil společně s bubeníkem Steeleye Span Nigelem Pegrumem, nahrávací značku Plant Life. Značka ukončila svou činnost v roce 1984.

## Osobní život
Byl manželem zpěvačky skupiny Steeleye Span Maddy Prior, se kterou se rozvedl. Je otcem hudební umělkyně Rose Kemp a hip-hopového umělce vystupujícího pod jménem 'Kemp', jehož křestní jméno je Alex.
Byl učitelem hudby na Cumbria College of Art and Design v Carlisle.

## Diskografie

### Sólová alba
- Escape (1996)
- Spies (1998)
- Codes (2004)
- Fanfare (2009)

Sestava hrající na těchto sólových albech se skládala z tradiční bluesové trojky, kterou tvořili Rick Kemp - baskytara, Spud Sinclair - kytara a Charlie Carruthers - bicí.